# Distrito de Alay
El distrito de Alay (en kirguís: Алай району) es uno de los rayones (distrito) de la provincia de Osh en Kirguistán. Tiene como capital la ciudad de Gulcha.
- Datos: Q2574782
- Multimedia: Alay District / Q2574782